# فيرهام (دائرة انتخابية في المملكة المتحدة)
فيرهام (بالإنجليزية: Fareham)‏ هي إحدى الدوائر الانتخابية في المملكة المتحدة الممثلة في مجلس العموم في برلمان المملكة المتحدة.
عضو البرلمان الذي يمثلها حالياً هو :Mr Mark Hoban (Con).